# Bardsragujn chumb 2017-2018
Il Bardsragujn chumb 2017-2018 è stata la 26ª edizione della massima serie del campionato armeno di calcio. La stagione è iniziata il 4 agosto 2017 e si è conclusa il 20 maggio 2018. L'Alaškert si è riconfermata campione vincendo il terzo titolo della sua storia, il terzo consecutivo.

## Stagione

### Novità
L'Ararat era stato retorcesso nell'edizione passata, ma, poiché la maggior parte delle squadre partecipanti alla seconda serie sono squadre riserve delle partecipanti alla massima serie e due squadre non hanno ottenuto la licenza per partecipare alla massima divisione del calcio armeno, non ci sono state promozioni né retrocessioni.

### Formula
Le sei squadre partecipanti disputano un triplo girone all'italiana con partite di andata e ritorno per un totale di 30 giornate. La squadra prima classificata è dichiarata campione d'Armenia ed è ammessa al primo turno preliminare della UEFA Champions League 2018-2019. La seconda e la terza classificata vengono ammesse al primo turno preliminare della UEFA Europa League 2018-2019. Se la squadra vincitrice della coppa nazionale, ammessa al primo turno preliminare della UEFA Europa League 2018-2019, si classifica al secondo o terzo posto, l'accesso al primo turno di Europa League va a scalare. L'ultima classificata retrocede in Aradżin Chumb.

## Squadre partecipanti
| Club     | Città  | Stadio                              | Stagione 2016-2017            |
| -------- | ------ | ----------------------------------- | ----------------------------- |
| Alaškert | Erevan | Stadio Alashkert                    | Campione d'Armenia            |
| Ararat   | Erevan | Stadio Repubblicano Vazgen Sargsyan | 6º posto in Bardsragujn chumb |
| Banants  | Erevan | Stadio Banants                      | 5º posto in Bardsragujn chumb |
| Ganjasar | Kapan  | Stadio Ganjasar                     | 2º posto in Bardsragujn chumb |
| P'yownik | Erevan | FFA Academy Stadium                 | 4º posto in Bardsragujn chumb |
| Širak    | Gyumri | Stadio comunale di Gyumri           | 3º posto in Bardsragujn chumb |

## Classifica
|                    | Pos. | Squadra     | Pt | G  | V  | N  | P  | GF | GS | DR  |
| ------------------ | ---- | ----------- | -- | -- | -- | -- | -- | -- | -- | --- |
| Armenia (bandiera) | 1.   | Alaškert    | 50 | 30 | 14 | 8  | 8  | 44 | 31 | +13 |
|                    | 2.   | Banants     | 44 | 30 | 11 | 11 | 8  | 42 | 34 | +8  |
|                    | 3.   | Ganjasar    | 43 | 30 | 11 | 10 | 9  | 43 | 34 | +9  |
|                    | 4.   | Širak (-12) | 38 | 30 | 14 | 8  | 8  | 37 | 31 | +6  |
|                    | 5.   | P'yownik    | 36 | 30 | 9  | 9  | 12 | 37 | 41 | -4  |
|                    | 6.   | Ararat      | 21 | 30 | 5  | 6  | 19 | 33 | 65 | -32 |

Legenda:
      Campione d'Armenia e ammessa alla UEFA Champions League 2018-2019
      Ammesse alla UEFA Europa League 2018-2019
Note:
Tre punti a vittoria, uno a pareggio, zero a sconfitta.
Širak: 12 punti di penalizzazione.

## Risultati

### Partite (1-10)
|          | Ala  | Ara  | Ban  | Gan  | Pyo  | Šir  |
| -------- | ---- | ---- | ---- | ---- | ---- | ---- |
| Alaškert | –––– | 3-0  | 2-0  | 0-3  | 5-1  | 1-0  |
| Ararat   | 1-3  | –––– | 1-2  | 0-2  | 0-0  | 2-2  |
| Banants  | 2-2  | 0-0  | –––– | 1-1  | 2-2  | 3-0  |
| Ganjasar | 1-1  | 1-3  | 2-0  | –––– | 3-1  | 0-1  |
| P'yownik | 0-1  | 4-0  | 1-2  | 2-1  | –––– | 0-2  |
| Širak    | 2-1  | 2-1  | 1-0  | 1-1  | 0-0  | –––– |

### Partite (11-20)
|          | Ala  | Ara  | Ban  | Gan  | Pyo  | Šir  |
| -------- | ---- | ---- | ---- | ---- | ---- | ---- |
| Alaškert | –––– | 2-0  | 2-2  | 0-1  | 1-0  | 0-1  |
| Ararat   | 2-3  | –––– | 2-3  | 1-0  | 0-1  | 0-2  |
| Banants  | 2-2  | 2-0  | –––– | 1-1  | 1-1  | 3-0  |
| Ganjasar | 1-0  | 2-0  | 2-2  | –––– | 1-0  | 2-2  |
| P'yownik | 3-1  | 3-3  | 2-0  | 0-0  | –––– | 3-2  |
| Širak    | 0-1  | 0-1  | 0-1  | 2-1  | 2-0  | –––– |

### Partite (21-30)
|          | Ala  | Ara  | Ban  | Gan  | Pyo  | Šir  |
| -------- | ---- | ---- | ---- | ---- | ---- | ---- |
| Alaškert | –––– | 2-1  | 2-2  | 2-0  | 0-0  | 0-0  |
| Ararat   | 2-3  | –––– | 2-1  | 1-6  | 1-1  | 4-4  |
| Banants  | 3-0  | 2-0  | –––– | 1-0  | 2-0  | 0-2  |
| Ganjasar | 0-4  | 3-1  | 1-1  | –––– | 4-3  | 1-1  |
| P'yownik | 0-0  | 1-3  | 2-1  | 2-1  | –––– | 1-2  |
| Širak    | 1-0  | 4-1  | 1-0  | 0-0  | 0-3  | –––– |